# Augustana
Augustana — американская рок-группа из Сан-Диего, штат Калифорния, США. До конца 2011 года записывались под лейблом Epic Records. Наибольшую известность приобрели их синглы «Boston» и «Sweet and Low».
Группа основана на юге штата Иллинойс в 2002 году. Создателями стали клавишник Дэн Лэйюс и гитарист Джозия Розен, которые учились вместе в колледже Гринвилл. В первый состав группы также вошли бас-гитарист Симеон Лорманн, клавишник Дэвид Ламурэу и барабанщик Кайл Беккер. В 2003 году музыканты выпустили полноформатный диск Midwest Skies and Sleepless Mondays и мини-альбом Mayfield. Решив полностью посвятить себя музыке, организаторы коллектива решили бросить обучение и переехать в Лос-Анджелес.
В 2004 году Лейюс и Розен собрали в Калифорнии новый состав, куда также вошли клавишник Джон Винсент, бас-гитарист Джаред Паломар и барабанщик Джастин Саут. Augustana заметили представители Epic Records и подписали с группой контракт. Первый альбом на крупном лейбле вышел в сентябре 2005 года, получив название All the Stars and Boulevards. Баллада «Boston» получила популярность благодаря попаданию в один из эпизодов телесериала «Клиника» в начале 2006 года. Рост известности группы привёл к выпуску дополнительного тиража дебютного альбома, а к 2007 году он попал в хит-парад Billboard Top 40.
В 2008 году список участников группы претерпел очередные изменения. Джозия Розен покинул группу и начал сольную карьеру. Вместо него к Augustana присоединился Крис Сатчлбен, играющий на гитаре и мандолине. Группа также выпустила новый альбом Can’t Love, Can’t Hurt, который разошёлся тиражом более 400 тыс. копий. В 2011 году вышла третья пластинка группы, одноимённый альбом Augustana, продюсером которого стал Жакир Кинг, известный по работе с Kings of Leon.